# Дело Шэн Чун
Дело Шэн Чун (沈崇案) — резонансное дело о случае изнасилования пекинской студентки двумя американскими моряками. Преступление произошло 25 декабря 1946 года, в канун католического рождества. Вечером того дня капрал Уильям Гизер Пирсон (William Gaither Pierson) и рядовой Уоррен Причард (Warren T Pritchard) во время прогулки по одному из пекинских парков остановили юную девушку и надругались над ней. При этом преступление частично или полностью происходило на глазах других посетителей парка. Позже Пирсон и консульских служащий Мирл Майерс (Myrl Myres) утверждали, что девушка была проституткой, на деле же пострадавшая Шэн Чун была студенткой престижного Пекинского университета и происходила из благородной семьи, которая имела родственные связи с видными деятелями Цинской эпохи — Шэнь Баочженем и Линь Цзэсюем.
Попытка американских офицеров выгородить своих сослуживцев и отвести от них вину вызвала взрыв массового негодования по всему Китаю. По стране прокатились массовые протесты. Американцы, встреченные на улице, нещадно избивались. Британский колумнист Ральф Шо вспоминал, что именно тогда он впервые увидел впоследствии ставшие популярными во многих странах мирах, «облагодетельствованных» американским вниманием, надпись на стенах: «Янки, валите домой». В феврале 1947 года гоминьдановские власти арестовали тысячи протестующих по всей стране, что ещё более оттолкнуло молодёжь от коррумпированного, полностью проамериканского правительства Чан Кайши.
Оба американские преступника избежали наказания. Шэн Чун сменила имя на Шэн Цзюнь (沈峻) покинула Пекин и поступила в Фуданьский университет. Впоследствии она вышла замуж за известного карикатуриста Ding Cong. На протяжении полувека она скрывала от общественности своё прошлое и лишь в интервью 2012 года, за 2 года до смерти, она призналась, что была той самой Шэн Чун, которую в канун Рождества изнасиловали два американских моряка.